# Плодоїд пурпуровий
Плодоїд пурпуровий (Querula purpurata) — вид горобцеподібних птахів родини котингових (Cotingidae).

## Поширення
Вид поширений на півночі Південної Америки, а також у Центральній Америці сягаючи півдня Нікарагуа. Населяє підпокров субтропічних або тропічних вологих лісів, рідше трапляється на узліссях, переважно нижче 700 м над рівнем моря.

## Опис
Довжина самця становить 28 см, а самиці — 25,5 см, вага відповідно 114 і 97 г. Вони повністю чорні, самець, більш яскравий, має велику червонувато-фіолетову пляму на верхній частині горла, що тягнеться до боків шиї. Пір'я цієї плями подовжені, звужені і червоніють, утворюючи щиток з боків нижньої частини шиї. Приховані основи цих пір'їн білого кольору. Райдужка і ноги темні, а дзьоб блідий, блакитно-сірий або навіть білувато-сірий. Ноги відносно короткі; дзьоб широкий, дещо плоский і має гачкуватий кінчик.